# Lista de municípios de Portugal por NUTS, distritos e ilhas
Esta é a lista de municípios de Portugal divididos de acordo com a NUTS (Nomenclatura das Unidades Territoriais para fins Estatísticos), tendo por base a Lei 75/2013 de 12 de setembro e o Decreto-Lei n.º 68/2008 de 14 de abril de 2008. Entretanto alterado pelo Decreto-Lei n.º 85/2009 de 03 de abril e pela Lei n.º 21/2010 de 23 de agosto.
Segundo a Lei n.º 21/2010 de 23 de agosto, a informação foi inicialmente publicada no Decreto-Lei n.º 46/89 de 15 de fevereiro, com as alterações introduzidas pelos Decretos-Leis n.os 163/99 de 13 de maio, 317/99 de 11 de agosto e 244/2002 de 05 de novembro, e no Decreto-Lei n.º 68/2008 de 14 de abril, com as alterações introduzidas pelo Decreto-Lei n.º 85/2009 de 03 de abril.
É de notar que os níveis I, II e III da Nomenclatura de Unidades Territoriais para Fins Estatísticos (NUTS) são fixados do seguinte modo:

Nível I - constituído por três unidades correspondentes ao território do continente e de cada uma das Regiões Autónomas dos Açores e da Madeira;

Nível II - constituído por sete unidades, das quais cinco no continente (Norte, Centro, Lisboa, Alentejo e Algarve), e também pelos territórios das Regiões Autónomas dos Açores e da Madeira;

Nível III - constituído por vinte e cinco unidades, das quais vinte e três no continente e duas correspondentes às Regiões Autónomas dos Açores e da Madeira. 
No quadro, os níveis I, II e III estão inicialmente ordenados pelo respetivo código e os municípios por ordem alfabética. Note-se que podem posteriormente surgir incorreções por causa de nomes com acentuação na letra inicial, tais como "Águeda" ou "Óbidos".

## Portugal Continental
| Nível I              | Nível II         | Nível III                    | Distrito         | Municípios                  | Fonética                                                 |
| -------------------- | ---------------- | ---------------------------- | ---------------- | --------------------------- | -------------------------------------------------------- |
| Portugal Continental | Região do Norte  | Alto Minho                   | Viana do Castelo | Arcos de Valdevez           | (pronuncia-se [ˈaɾkuʒ ðɨ ˌvaɫdɨˈveʃ] (escutarⓘ)          |
| Portugal Continental | Região do Norte  | Alto Minho                   | Viana do Castelo | Caminha                     | (pronuncia-se [kɐˈmiɲɐ] (escutarⓘ)                       |
| Portugal Continental | Região do Norte  | Alto Minho                   | Viana do Castelo | Melgaço                     | (pronuncia-se [ˌmɛɫˈɣasu] (escutarⓘ)                     |
| Portugal Continental | Região do Norte  | Alto Minho                   | Viana do Castelo | Monção                      | (pronuncia-se [mõˈsɐ̃w] (escutarⓘ)                        |
| Portugal Continental | Região do Norte  | Alto Minho                   | Viana do Castelo | Paredes de Coura            | (pronuncia-se [pɐˈɾeðɨʃ ðɨ ˈkowɾɐ] (escutarⓘ)            |
| Portugal Continental | Região do Norte  | Alto Minho                   | Viana do Castelo | Ponte da Barca              | (pronuncia-se [ˈpõt(ɨ) ðɐ ˈβaɾkɐ] (escutarⓘ)             |
| Portugal Continental | Região do Norte  | Alto Minho                   | Viana do Castelo | Ponte de Lima               | (pronuncia-se [ˈpõt(ɨ) ðɨ ˈlimɐ] (escutarⓘ)              |
| Portugal Continental | Região do Norte  | Alto Minho                   | Viana do Castelo | Valença                     | (pronuncia-se [vɐˈlẽsɐ] (escutarⓘ)                       |
| Portugal Continental | Região do Norte  | Alto Minho                   | Viana do Castelo | Viana do Castelo            | (pronuncia-se [viˈɐnɐ ðu kɐʃˈtɛlu] (escutarⓘ)            |
| Portugal Continental | Região do Norte  | Alto Minho                   | Viana do Castelo | Vila Nova de Cerveira       | (pronuncia-se [ˈvilɐ ˈnɔvɐ ðɨ sɨɾˈvɐjɾɐ] (escutarⓘ)      |
| Portugal Continental | Região do Norte  | Cávado                       | Braga            | Amares                      | (pronuncia-se [ɐˈmaɾɨʃ] (escutarⓘ)                       |
| Portugal Continental | Região do Norte  | Cávado                       | Braga            | Barcelos                    | (pronuncia-se [bɐɾˈsɛluʃ] (escutarⓘ)                     |
| Portugal Continental | Região do Norte  | Cávado                       | Braga            | Braga                       | (pronuncia-se [ˈbɾaɣɐ] (escutarⓘ)                        |
| Portugal Continental | Região do Norte  | Cávado                       | Braga            | Esposende                   | (pronuncia-se [(ɨ)ʃpɔˈzẽd(ɨ)] (escutarⓘ)                 |
| Portugal Continental | Região do Norte  | Cávado                       | Braga            | Terras de Bouro             | (pronuncia-se [ˈtɛʁɐʒ ðɨ ˈβowɾu] (escutarⓘ)              |
| Portugal Continental | Região do Norte  | Cávado                       | Braga            | Vila Verde                  | (pronuncia-se [ˈvilɐ ˈveɾð(ɨ)] (escutarⓘ)                |
| Portugal Continental | Região do Norte  | Ave                          | Braga            | Cabeceiras de Basto         | (pronuncia-se [kɐβɨˈsɐjɾɐʃ ðɨ ˈβaʃtu] (escutarⓘ)         |
| Portugal Continental | Região do Norte  | Ave                          | Braga            | Fafe                        | (pronuncia-se [ˈfaf(ɨ)] (escutarⓘ)                       |
| Portugal Continental | Região do Norte  | Ave                          | Braga            | Guimarães                   | (pronuncia-se [ɡimɐˈɾɐ̃ȷ̃ʃ] (escutarⓘ)                     |
| Portugal Continental | Região do Norte  | Ave                          | Vila Real        | Mondim de Basto             | (pronuncia-se [mõˈdĩ dɨ ˈβaʃtu] (escutarⓘ)               |
| Portugal Continental | Região do Norte  | Ave                          | Braga            | Póvoa de Lanhoso            | (pronuncia-se [ˈpɔvuɐ ðɨ lɐˈɲozu] (escutarⓘ)             |
| Portugal Continental | Região do Norte  | Ave                          | Braga            | Vieira do Minho             | (pronuncia-se [viˈɐjɾɐ ðu ˈmiɲu] (escutarⓘ)              |
| Portugal Continental | Região do Norte  | Ave                          | Braga            | Vila Nova de Famalicão      | (pronuncia-se [ˈvilɐ ˈnɔvɐ ðɨ fɐmɐliˈkɐ̃w] (escutarⓘ)     |
| Portugal Continental | Região do Norte  | Ave                          | Braga            | Vizela                      | (pronuncia-se [viˈzɛlɐ] (escutarⓘ)                       |
| Portugal Continental | Região do Norte  | Área Metropolitana do Porto  | Aveiro           | Arouca                      | (pronuncia-se [ɐˈɾowkɐ] (escutarⓘ)                       |
| Portugal Continental | Região do Norte  | Área Metropolitana do Porto  | Aveiro           | Espinho                     | (pronuncia-se [(ɨ)ʃˈpiɲu] (escutarⓘ)                     |
| Portugal Continental | Região do Norte  | Área Metropolitana do Porto  | Porto            | Gondomar                    | (pronuncia-se [ɡõduˈmaɾ] (escutarⓘ)                      |
| Portugal Continental | Região do Norte  | Área Metropolitana do Porto  | Porto            | Maia                        | (pronuncia-se [ˈmajɐ] (escutarⓘ)                         |
| Portugal Continental | Região do Norte  | Área Metropolitana do Porto  | Porto            | Matosinhos                  | (pronuncia-se [mɐtuˈziɲuʃ] (escutarⓘ)                    |
| Portugal Continental | Região do Norte  | Área Metropolitana do Porto  | Aveiro           | Oliveira de Azeméis         | (pronuncia-se [oliˈvɐjɾɐ ðɨ ɐzɨˈmɐjʃ] (escutarⓘ)         |
| Portugal Continental | Região do Norte  | Área Metropolitana do Porto  | Porto            | Paredes                     | (pronuncia-se [pɐˈɾeðɨʃ] (escutarⓘ)                      |
| Portugal Continental | Região do Norte  | Área Metropolitana do Porto  | Porto            | Porto                       | (pronuncia-se [ˈpoɾtu] (escutarⓘ)                        |
| Portugal Continental | Região do Norte  | Área Metropolitana do Porto  | Porto            | Póvoa de Varzim             | (pronuncia-se [ˈpɔvuɐ dɨ vɐɾˈzĩ] (escutarⓘ)              |
| Portugal Continental | Região do Norte  | Área Metropolitana do Porto  | Aveiro           | Santa Maria da Feira        | (pronuncia-se [ˈsɐ̃tɐ mɐˈɾiɐ dɐ ˈfɐjɾɐ] (escutarⓘ)        |
| Portugal Continental | Região do Norte  | Área Metropolitana do Porto  | Porto            | Santo Tirso                 | (pronuncia-se [ˈsɐ̃tu ˈtiɾsu] (escutarⓘ)                  |
| Portugal Continental | Região do Norte  | Área Metropolitana do Porto  | Aveiro           | São João da Madeira         | (pronuncia-se [sɐ̃w ʒuˈɐ̃w ðɐ mɐˈðɐjɾɐ] (escutarⓘ)         |
| Portugal Continental | Região do Norte  | Área Metropolitana do Porto  | Porto            | Trofa                       | (pronuncia-se [ˈtɾɔfɐ] (escutarⓘ)                        |
| Portugal Continental | Região do Norte  | Área Metropolitana do Porto  | Aveiro           | Vale de Cambra              | (pronuncia-se [ˈval(ɨ) ðɨ ˈkɐ̃bɾɐ] (escutarⓘ)             |
| Portugal Continental | Região do Norte  | Área Metropolitana do Porto  | Porto            | Valongo                     | (pronuncia-se [vɐˈlõɡu] (escutarⓘ)                       |
| Portugal Continental | Região do Norte  | Área Metropolitana do Porto  | Porto            | Vila do Conde               | (pronuncia-se [ˈvilɐ du ˈkõdɨ] (escutarⓘ)                |
| Portugal Continental | Região do Norte  | Área Metropolitana do Porto  | Porto            | Vila Nova de Gaia           | (pronuncia-se [ˈvilɐ ˈnɔvɐ ðɨ ˈɣajɐ] (escutarⓘ)          |
| Portugal Continental | Região do Norte  | Tâmega e Sousa               | Porto            | Amarante                    | (pronuncia-se [ɐmɐˈɾɐ̃t(ɨ)]] (escutarⓘ)                   |
| Portugal Continental | Região do Norte  | Tâmega e Sousa               | Porto            | Baião                       | (pronuncia-se [baˈjɐ̃w] (escutarⓘ)                        |
| Portugal Continental | Região do Norte  | Tâmega e Sousa               | Aveiro           | Castelo de Paiva            | (pronuncia-se [kɐʃˈtɛlu ðɨ ˈpajvɐ] (escutarⓘ)            |
| Portugal Continental | Região do Norte  | Tâmega e Sousa               | Braga            | Celorico de Basto           | (pronuncia-se [sɨloˈɾiku ðɨ ˈβaʃtu] (escutarⓘ)           |
| Portugal Continental | Região do Norte  | Tâmega e Sousa               | Viseu            | Cinfães                     | (pronuncia-se [sĩˈfɐ̃jʃ] (escutarⓘ)                       |
| Portugal Continental | Região do Norte  | Tâmega e Sousa               | Porto            | Felgueiras                  | (pronuncia-se [ˌfɛɫˈgɐjɾɐʃ] (escutarⓘ)                   |
| Portugal Continental | Região do Norte  | Tâmega e Sousa               | Porto            | Lousada                     | (pronuncia-se [lowˈzaðɐ] (escutarⓘ)                      |
| Portugal Continental | Região do Norte  | Tâmega e Sousa               | Porto            | Marco de Canaveses          | (pronuncia-se [ˈmaɾku ðɨ kɐnɐˈvezɨʃ] (escutarⓘ)          |
| Portugal Continental | Região do Norte  | Tâmega e Sousa               | Porto            | Paços de Ferreira           | (pronuncia-se [ˈpasuʒ ðɨ fɨˈʁɐjɾɐ] (escutarⓘ)            |
| Portugal Continental | Região do Norte  | Tâmega e Sousa               | Porto            | Penafiel                    | (pronuncia-se [pɨnɐfiˈɛɫ] (escutarⓘ)                     |
| Portugal Continental | Região do Norte  | Tâmega e Sousa               | Viseu            | Resende                     | (pronuncia-se [ˌʁɛˈzẽd(ɨ)] (escutarⓘ)                    |
| Portugal Continental | Região do Norte  | Alto Tâmega                  | Vila Real        | Boticas                     | (pronuncia-se [buˈtikɐʃ] (escutarⓘ)                      |
| Portugal Continental | Região do Norte  | Alto Tâmega                  | Vila Real        | Chaves                      | (pronuncia-se [ˈʃavɨʃ] (escutarⓘ)                        |
| Portugal Continental | Região do Norte  | Alto Tâmega                  | Vila Real        | Montalegre                  | (pronuncia-se [mõtɐˈlɛɣɾ(ɨ)] (escutarⓘ)                  |
| Portugal Continental | Região do Norte  | Alto Tâmega                  | Vila Real        | Ribeira de Pena             | (pronuncia-se [ʁiˈβɐjɾɐ ðɨ ˈpenɐ] (escutarⓘ)             |
| Portugal Continental | Região do Norte  | Alto Tâmega                  | Vila Real        | Valpaços                    | (pronuncia-se [ˌvaɫˈpasuʃ] (escutarⓘ)                    |
| Portugal Continental | Região do Norte  | Alto Tâmega                  | Vila Real        | Vila Pouca de Aguiar        | (pronuncia-se [ˈvilɐ ˈpowkɐ ðɨ ɐɣiˈaɾ] (escutarⓘ)        |
| Portugal Continental | Região do Norte  | Douro                        | Vila Real        | Alijó                       | (pronuncia-se [ɐliˈʒɔ] (escutarⓘ)                        |
| Portugal Continental | Região do Norte  | Douro                        | Viseu            | Armamar                     | (pronuncia-se [ɐɾmɐˈmaɾ] (escutarⓘ)                      |
| Portugal Continental | Região do Norte  | Douro                        | Bragança         | Carrazeda de Ansiães        | (pronuncia-se [kɐʁɐˈzeðɐ ðɨ ɐ̃siˈɐ̃jʃ] (escutarⓘ)          |
| Portugal Continental | Região do Norte  | Douro                        | Bragança         | Freixo de Espada à Cinta    | (pronuncia-se [ˈfɾɐjʃu dɨ (ɨ)ʃˈpada ˈsĩtɐ] (escutarⓘ)    |
| Portugal Continental | Região do Norte  | Douro                        | Viseu            | Lamego                      | (pronuncia-se [lɐˈmeɣu] (escutarⓘ)                       |
| Portugal Continental | Região do Norte  | Douro                        | Vila Real        | Mesão Frio                  | (pronuncia-se [mɨˈzɐ̃w ˈfɾi.u] (escutarⓘ)                 |
| Portugal Continental | Região do Norte  | Douro                        | Viseu            | Moimenta da Beira           | (pronuncia-se [mojˈmẽtɐ ðɐ ˈβɐjɾɐ] (escutarⓘ)            |
| Portugal Continental | Região do Norte  | Douro                        | Vila Real        | Murça                       | (pronuncia-se [ˈmuɾsɐ] (escutarⓘ)                        |
| Portugal Continental | Região do Norte  | Douro                        | Viseu            | Penedono                    | (pronuncia-se [pɨnɨˈðonu] (escutarⓘ)                     |
| Portugal Continental | Região do Norte  | Douro                        | Vila Real        | Peso da Régua               | (pronuncia-se [ˈpezu ðɐ ˈʁɛɣwɐ] (escutarⓘ)               |
| Portugal Continental | Região do Norte  | Douro                        | Vila Real        | Sabrosa                     | (pronuncia-se [sɐˈβɾɔzɐ] (escutarⓘ)                      |
| Portugal Continental | Região do Norte  | Douro                        | Vila Real        | Santa Marta de Penaguião    | (pronuncia-se [ˈsɐ̃tɐ ˈmaɾtɐ ðɨ pɨnɐɣiˈɐ̃̃w] (escutarⓘ)     |
| Portugal Continental | Região do Norte  | Douro                        | Viseu            | São João da Pesqueira       | (pronuncia-se [sɐ̃w ʒuˈɐ̃w dɐ pɨʃˈkɐjɾɐ] (escutarⓘ)        |
| Portugal Continental | Região do Norte  | Douro                        | Viseu            | Sernancelhe                 | (pronuncia-se [sɨɾnɐ̃ˈsɐʎ(ɨ)] (escutarⓘ)                  |
| Portugal Continental | Região do Norte  | Douro                        | Viseu            | Tabuaço                     | (pronuncia-se [tɐβuˈasu] (escutarⓘ)                      |
| Portugal Continental | Região do Norte  | Douro                        | Viseu            | Tarouca                     | (pronuncia-se [tɐˈɾowkɐ] (escutarⓘ)                      |
| Portugal Continental | Região do Norte  | Douro                        | Bragança         | Torre de Moncorvo           | (pronuncia-se [ˈtoʁ(ɨ) ðɨ mõˈkoɾvu] (escutarⓘ)           |
| Portugal Continental | Região do Norte  | Douro                        | Guarda           | Vila Nova de Foz Côa        | (pronuncia-se [ˈvilɐ ˈnɔvɐ ðɨ ˈfɔʃ ˈkoɐ] (escutarⓘ)      |
| Portugal Continental | Região do Norte  | Douro                        | Vila Real        | Vila Real                   | (pronuncia-se [ˈvilɐ ʁiˈaɫ] (escutarⓘ)                   |
| Portugal Continental | Região do Norte  | Terras de Trás-os-Montes     | Bragança         | Alfândega da Fé             | (pronuncia-se [aɫˈfɐ̃dɨɣɐ ðɐ ˈfɛ] (escutarⓘ)              |
| Portugal Continental | Região do Norte  | Terras de Trás-os-Montes     | Bragança         | Bragança                    | (pronuncia-se [bɾɐˈɣɐ̃sɐ] (escutarⓘ)                      |
| Portugal Continental | Região do Norte  | Terras de Trás-os-Montes     | Bragança         | Macedo de Cavaleiros        | (pronuncia-se [mɐˈseðu ðɨ kɐvɐˈlɐjɾuʃ] (escutarⓘ)        |
| Portugal Continental | Região do Norte  | Terras de Trás-os-Montes     | Bragança         | Miranda do Douro            | (pronuncia-se [miˈɾɐ̃dɐ ðu ˈðowɾu] (escutarⓘ)             |
| Portugal Continental | Região do Norte  | Terras de Trás-os-Montes     | Bragança         | Mirandela                   | (pronuncia-se [miɾɐ̃ˈdɛlɐ] (escutarⓘ)                     |
| Portugal Continental | Região do Norte  | Terras de Trás-os-Montes     | Bragança         | Mogadouro                   | (pronuncia-se [muɣɐˈðowɾu] (escutarⓘ)                    |
| Portugal Continental | Região do Norte  | Terras de Trás-os-Montes     | Bragança         | Vila Flor                   | (pronuncia-se [ˈvilɐ ˈfloɾ] (escutarⓘ)                   |
| Portugal Continental | Região do Norte  | Terras de Trás-os-Montes     | Bragança         | Vimioso                     | (pronuncia-se [vimiˈozu] (escutarⓘ)                      |
| Portugal Continental | Região do Norte  | Terras de Trás-os-Montes     | Bragança         | Vinhais                     | (pronuncia-se [viˈɲajʃ] (escutarⓘ)                       |
| Portugal Continental | Região do Centro | Região de Aveiro             | Aveiro           | Águeda                      | (pronuncia-se [ˈagɨdɐ] (escutarⓘ)                        |
| Portugal Continental | Região do Centro | Região de Aveiro             | Aveiro           | Albergaria-a-Velha          | (pronuncia-se [aɫβɨɾɣɐˈɾi.a ˈvɛʎɐ] (escutarⓘ)            |
| Portugal Continental | Região do Centro | Região de Aveiro             | Aveiro           | Anadia                      | (pronuncia-se [ɐnɐˈði.ɐ] (escutarⓘ)                      |
| Portugal Continental | Região do Centro | Região de Aveiro             | Aveiro           | Aveiro                      | (pronuncia-se [aˈvejɾu] (escutarⓘ)                       |
| Portugal Continental | Região do Centro | Região de Aveiro             | Aveiro           | Estarreja                   | (pronuncia-se [(ɨ)ʃtɐˈʁɐjʒɐ] (escutarⓘ)                  |
| Portugal Continental | Região do Centro | Região de Aveiro             | Aveiro           | Ílhavo                      | (pronuncia-se [ˈiʎɐvu] (escutarⓘ)                        |
| Portugal Continental | Região do Centro | Região de Aveiro             | Aveiro           | Murtosa                     | (pronuncia-se [muɾˈtɔzɐ] (escutarⓘ)                      |
| Portugal Continental | Região do Centro | Região de Aveiro             | Aveiro           | Oliveira do Bairro          | (pronuncia-se [oliˈvɐjɾɐ ðu ˈβajʁu] (escutarⓘ)           |
| Portugal Continental | Região do Centro | Região de Aveiro             | Aveiro           | Ovar                        | (pronuncia-se [oˈvaɾ] (escutarⓘ)                         |
| Portugal Continental | Região do Centro | Região de Aveiro             | Aveiro           | Sever do Vouga              | (pronuncia-se [sɨˈvɛɾ ðu ˈvowɣɐ] (escutarⓘ)              |
| Portugal Continental | Região do Centro | Região de Aveiro             | Aveiro           | Vagos                       | (pronuncia-se [ˈvaɣuʃ] (escutarⓘ)                        |
| Portugal Continental | Região do Centro | Região de Coimbra            | Coimbra          | Arganil                     | (pronuncia-se [ɐɾɣɐˈniɫ] (escutarⓘ)                      |
| Portugal Continental | Região do Centro | Região de Coimbra            | Coimbra          | Cantanhede                  | (pronuncia-se [kɐ̃tɐˈɲeð(ɨ)] (escutarⓘ)                   |
| Portugal Continental | Região do Centro | Região de Coimbra            | Coimbra          | Coimbra                     | (pronuncia-se [ˈkwĩbɾɐ] (escutarⓘ)                       |
| Portugal Continental | Região do Centro | Região de Coimbra            | Coimbra          | Condeixa-a-Nova             | (pronuncia-se [kõˈdɐjʃa ˈnɔvɐ] (escutarⓘ)                |
| Portugal Continental | Região do Centro | Região de Coimbra            | Coimbra          | Figueira da Foz             | (pronuncia-se [fiˈɣɐjɾɐ ðɐ ˈfɔʃ] (escutarⓘ)              |
| Portugal Continental | Região do Centro | Região de Coimbra            | Coimbra          | Góis                        | (pronuncia-se [ɡɔjʃ] (escutarⓘ)                          |
| Portugal Continental | Região do Centro | Região de Coimbra            | Coimbra          | Lousã                       | (pronuncia-se [lowˈzɐ̃] (escutarⓘ)                        |
| Portugal Continental | Região do Centro | Região de Coimbra            | Aveiro           | Mealhada                    | (pronuncia-se [miɐˈʎaðɐ] (escutarⓘ)                      |
| Portugal Continental | Região do Centro | Região de Coimbra            | Coimbra          | Mira                        | (pronuncia-se [ˈmiɾɐ] (escutarⓘ)                         |
| Portugal Continental | Região do Centro | Região de Coimbra            | Coimbra          | Miranda do Corvo            | (pronuncia-se [miˈɾɐ̃dɐ ðu ˈkoɾvu] (escutarⓘ)             |
| Portugal Continental | Região do Centro | Região de Coimbra            | Coimbra          | Montemor-o-Velho            | (pronuncia-se [mõtɨˈmɔɾ u ˈvɛʎu] (escutarⓘ)              |
| Portugal Continental | Região do Centro | Região de Coimbra            | Viseu            | Mortágua                    | (pronuncia-se [mɔɾˈtaɣwɐ] (escutarⓘ)                     |
| Portugal Continental | Região do Centro | Região de Coimbra            | Coimbra          | Oliveira do Hospital        | (pronuncia-se [oliˈvɐjɾɐ ðu ɔʃpiˈtaɫ] (escutarⓘ)         |
| Portugal Continental | Região do Centro | Região de Coimbra            | Coimbra          | Pampilhosa da Serra         | (pronuncia-se [pɐ̃piˈʎɔzɐ ðɐ ˈsɛʁɐ] (escutarⓘ)            |
| Portugal Continental | Região do Centro | Região de Coimbra            | Coimbra          | Penacova                    | (pronuncia-se [pɨnɐˈkɔvɐ] (escutarⓘ)                     |
| Portugal Continental | Região do Centro | Região de Coimbra            | Coimbra          | Penela                      | (pronuncia-se [pɨˈnɛlɐ] (escutarⓘ)                       |
| Portugal Continental | Região do Centro | Região de Coimbra            | Coimbra          | Soure                       | (pronuncia-se [ˈsowɾ(ɨ)] (escutarⓘ)                      |
| Portugal Continental | Região do Centro | Região de Coimbra            | Coimbra          | Tábua                       | (pronuncia-se [ˈtaβuɐ] (escutarⓘ)                        |
| Portugal Continental | Região do Centro | Região de Coimbra            | Coimbra          | Vila Nova de Poiares        | (pronuncia-se [ˈvilɐ ˈnɔvɐ ðɨ poˈjaɾɨʃ] (escutarⓘ)       |
| Portugal Continental | Região do Centro | Região de Leiria             | Leiria           | Batalha                     | (pronuncia-se [bɐˈtaʎɐ] (escutarⓘ)                       |
| Portugal Continental | Região do Centro | Região de Leiria             | Leiria           | Leiria                      | (pronuncia-se [lɐjˈɾi.ɐ] (escutarⓘ)                      |
| Portugal Continental | Região do Centro | Região de Leiria             | Leiria           | Marinha Grande              | (pronuncia-se [mɐˈɾiɲɐ ˈɣɾɐ̃d(ɨ)] (escutarⓘ)              |
| Portugal Continental | Região do Centro | Região de Leiria             | Leiria           | Pombal                      | (pronuncia-se [põˈbaɫ] (escutarⓘ)                        |
| Portugal Continental | Região do Centro | Região de Leiria             | Leiria           | Porto de Mós                | (pronuncia-se [ˈpoɾtu ðɨ ˈmɔʃ] (escutarⓘ)                |
| Portugal Continental | Região do Centro | Região de Leiria             | Leiria           | Alvaiázere                  | (pronuncia-se [aɫvɐˈjazɨɾɨ] (escutarⓘ)                   |
| Portugal Continental | Região do Centro | Região de Leiria             | Leiria           | Ansião                      | (pronuncia-se [ɐ̃siˈɐ̃w] (escutarⓘ)                        |
| Portugal Continental | Região do Centro | Região de Leiria             | Leiria           | Castanheira de Pera         | (pronuncia-se [kɐʃtɐˈɲɐjɾɐ ðɨ ˈpeɾɐ] (escutarⓘ)          |
| Portugal Continental | Região do Centro | Região de Leiria             | Leiria           | Figueiró dos Vinhos         | (pronuncia-se [fiɣɐjˈɾɔ ðuʒ ˈviɲuʃ] (escutarⓘ)           |
| Portugal Continental | Região do Centro | Região de Leiria             | Leiria           | Pedrógão Grande             | (pronuncia-se [pɨˈðɾɔɣɐ̃w ˈɣɾɐ̃d(ɨ)] (escutarⓘ)            |
| Portugal Continental | Região do Centro | Viseu Dão Lafões             | Guarda           | Aguiar da Beira             | (pronuncia-se [ɐɣiˈaɾ ðɐ ˈβɐjɾɐ] (escutarⓘ)              |
| Portugal Continental | Região do Centro | Viseu Dão Lafões             | Viseu            | Carregal do Sal             | (pronuncia-se [kɐʁɨˈɣaɫ du saɫ] (escutarⓘ)               |
| Portugal Continental | Região do Centro | Viseu Dão Lafões             | Viseu            | Castro Daire                | (pronuncia-se [ˈkaʃtɾu ˈðajɾ(ɨ)] (escutarⓘ)              |
| Portugal Continental | Região do Centro | Viseu Dão Lafões             | Viseu            | Mangualde                   | (pronuncia-se [mɐ̃ˈɡwaɫd(ɨ)] (escutarⓘ)                   |
| Portugal Continental | Região do Centro | Viseu Dão Lafões             | Viseu            | Nelas                       | (pronuncia-se [ˈnɛlɐʃ] (escutarⓘ)                        |
| Portugal Continental | Região do Centro | Viseu Dão Lafões             | Viseu            | Oliveira de Frades          | (pronuncia-se [oliˈvɐjɾɐ ðɨ ˈfɾaðɨʃ] (escutarⓘ)          |
| Portugal Continental | Região do Centro | Viseu Dão Lafões             | Viseu            | Penalva do Castelo          | (pronuncia-se [pɨˈnaɫvɐ ðu kɐʃˈtɛlu] (escutarⓘ)          |
| Portugal Continental | Região do Centro | Viseu Dão Lafões             | Viseu            | Santa Comba Dão             | (pronuncia-se [ˈsɐ̃tɐ ˈkõbɐ ˈðɐ̃w] (escutarⓘ)              |
| Portugal Continental | Região do Centro | Viseu Dão Lafões             | Viseu            | São Pedro do Sul            | (pronuncia-se [sɐ̃w ˈpeðɾu ðu ˈsuɫ] (escutarⓘ)            |
| Portugal Continental | Região do Centro | Viseu Dão Lafões             | Viseu            | Sátão                       | (pronuncia-se [ˈsatɐ̃w] (escutarⓘ)                        |
| Portugal Continental | Região do Centro | Viseu Dão Lafões             | Viseu            | Tondela                     | (pronuncia-se [tõˈdɛlɐ] (escutarⓘ)                       |
| Portugal Continental | Região do Centro | Viseu Dão Lafões             | Viseu            | Vila Nova de Paiva          | (pronuncia-se [ˈvilɐ ˈnɔvɐ ðɨ ˈpajvɐ] (escutarⓘ)         |
| Portugal Continental | Região do Centro | Viseu Dão Lafões             | Viseu            | Viseu                       | (pronuncia-se [viˈzew] (escutarⓘ)                        |
| Portugal Continental | Região do Centro | Viseu Dão Lafões             | Viseu            | Vouzela                     | (pronuncia-se [vowˈzɛlɐ] (escutarⓘ)                      |
| Portugal Continental | Região do Centro | Beiras e Serra da Estrela    | Guarda           | Almeida                     | (pronuncia-se [ɐɫˈmejdɐ] (escutarⓘ)                      |
| Portugal Continental | Região do Centro | Beiras e Serra da Estrela    | Castelo Branco   | Belmonte                    | (pronuncia-se [ˌbɛɫˈmõt(ɨ)] (escutarⓘ)                   |
| Portugal Continental | Região do Centro | Beiras e Serra da Estrela    | Guarda           | Celorico da Beira           | (pronuncia-se [sɨloˈɾiku ðɐ ˈβɐjɾɐ] (escutarⓘ)           |
| Portugal Continental | Região do Centro | Beiras e Serra da Estrela    | Castelo Branco   | Covilhã                     | (pronuncia-se [kuviˈʎɐ̃] (escutarⓘ)                       |
| Portugal Continental | Região do Centro | Beiras e Serra da Estrela    | Guarda           | Figueira de Castelo Rodrigo | (pronuncia-se [fiˈɣɐjɾɐ ðɨ kɐʃˈtɛlu ʁuˈðɾiɣu] (escutarⓘ) |
| Portugal Continental | Região do Centro | Beiras e Serra da Estrela    | Guarda           | Fornos de Algodres          | (pronuncia-se [ˈfɔɾnuʒ ðɨ ɐɫˈɣoðɾɨʃ] (escutarⓘ)          |
| Portugal Continental | Região do Centro | Beiras e Serra da Estrela    | Castelo Branco   | Fundão                      | (pronuncia-se [fũˈdɐ̃w] (escutarⓘ)                        |
| Portugal Continental | Região do Centro | Beiras e Serra da Estrela    | Guarda           | Gouveia                     | (pronuncia-se [ɡowˈvɐjɐ] (escutarⓘ)                      |
| Portugal Continental | Região do Centro | Beiras e Serra da Estrela    | Guarda           | Guarda                      | (pronuncia-se [ˈɡwaɾdɐ] (escutarⓘ)                       |
| Portugal Continental | Região do Centro | Beiras e Serra da Estrela    | Guarda           | Manteigas                   | (pronuncia-se [mɐ̃ˈtɐjɣɐʃ] (escutarⓘ)                     |
| Portugal Continental | Região do Centro | Beiras e Serra da Estrela    | Guarda           | Mêda                        | (pronuncia-se [ˈmeðɐ] (escutarⓘ)                         |
| Portugal Continental | Região do Centro | Beiras e Serra da Estrela    | Guarda           | Pinhel                      | (pronuncia-se [piˈɲɛɫ] (escutarⓘ)                        |
| Portugal Continental | Região do Centro | Beiras e Serra da Estrela    | Guarda           | Sabugal                     | (pronuncia-se [sɐβuˈɣaɫ] (escutarⓘ)                      |
| Portugal Continental | Região do Centro | Beiras e Serra da Estrela    | Guarda           | Seia                        | (pronuncia-se [ˈsɐjɐ] (escutarⓘ)                         |
| Portugal Continental | Região do Centro | Beiras e Serra da Estrela    | Guarda           | Trancoso                    | (pronuncia-se [tɾɐ̃ˈkozu] (escutarⓘ)                      |
| Portugal Continental | Região do Centro | Beira Baixa                  | Castelo Branco   | Castelo Branco              | (pronuncia-se [kɐʃˈtɛlu ˈβɾɐ̃ku] (escutarⓘ)               |
| Portugal Continental | Região do Centro | Beira Baixa                  | Castelo Branco   | Idanha-a-Nova               | (pronuncia-se [iˈðɐɲa ˈnɔvɐ] (escutarⓘ)                  |
| Portugal Continental | Região do Centro | Beira Baixa                  | Castelo Branco   | Oleiros                     | (pronuncia-se [oˈlɐjɾuʃ] (escutarⓘ)                      |
| Portugal Continental | Região do Centro | Beira Baixa                  | Castelo Branco   | Penamacor                   | (pronuncia-se [penɐmɐˈkoɾ] (escutarⓘ)                    |
| Portugal Continental | Região do Centro | Beira Baixa                  | Castelo Branco   | Proença-a-Nova              | (pronuncia-se [pɾuˈẽsa ˈnɔvɐ] (escutarⓘ)                 |
| Portugal Continental | Região do Centro | Beira Baixa                  | Castelo Branco   | Vila Velha de Ródão         | (pronuncia-se [ˈvilɐ ˈvɛʎɐ ðɨ ˈʁɔðɐ̃w̃] (escutarⓘ)         |
| Portugal Continental | Região do Centro | Oeste                        | Leiria           | Alcobaça                    | (pronuncia-se [ɐɫkuˈβasɐ] (escutarⓘ)                     |
| Portugal Continental | Região do Centro | Oeste                        | Lisboa           | Alenquer                    | (pronuncia-se [ɐlẽˈkɛɾ] (escutarⓘ)                       |
| Portugal Continental | Região do Centro | Oeste                        | Lisboa           | Arruda dos Vinhos           | (pronuncia-se [ɐˈʁuðɐ ðuʒ ˈviɲuʃ] (escutarⓘ)             |
| Portugal Continental | Região do Centro | Oeste                        | Leiria           | Bombarral                   | (pronuncia-se [bõbɐˈʁaɫ] (escutarⓘ)                      |
| Portugal Continental | Região do Centro | Oeste                        | Lisboa           | Cadaval                     | (pronuncia-se [kɐðɐˈvaɫ] (escutarⓘ)                      |
| Portugal Continental | Região do Centro | Oeste                        | Leiria           | Caldas da Rainha            | (pronuncia-se [ˈkaɫdɐʒ ðɐ ʁɐˈiɲɐ] (escutarⓘ)             |
| Portugal Continental | Região do Centro | Oeste                        | Lisboa           | Lourinhã                    | (pronuncia-se [loɾiˈɲɐ̃] (escutarⓘ)                       |
| Portugal Continental | Região do Centro | Oeste                        | Leiria           | Nazaré                      | (pronuncia-se [nɐzɐˈɾɛ] (escutarⓘ)                       |
| Portugal Continental | Região do Centro | Oeste                        | Leiria           | Óbidos                      | (pronuncia-se [ˈɔβiðuʃ] (escutarⓘ)                       |
| Portugal Continental | Região do Centro | Oeste                        | Leiria           | Peniche                     | (pronuncia-se [pˈniʃ] (escutarⓘ)                         |
| Portugal Continental | Região do Centro | Oeste                        | Lisboa           | Sobral de Monte Agraço      | (pronuncia-se [suˈβɾaɫ dɨ ˈmõt(ɨ) ɐˈɣɾasu] (escutarⓘ)    |
| Portugal Continental | Região do Centro | Oeste                        | Lisboa           | Torres Vedras               | (pronuncia-se [ˈtoʁɨʒ ˈvɛðɾɐʃ] (escutarⓘ)                |
| Portugal Continental | Região do Centro | Médio Tejo                   | Santarém         | Abrantes                    | (pronuncia-se [ɐˈβɾɐ̃tɨʃ] (escutarⓘ)                      |
| Portugal Continental | Região do Centro | Médio Tejo                   | Santarém         | Alcanena                    | (pronuncia-se [ɐɫkɐˈnenɐ] (escutarⓘ)                     |
| Portugal Continental | Região do Centro | Médio Tejo                   | Santarém         | Constância                  | (pronuncia-se [kõʃˈtɐ̃siɐ] (escutarⓘ)                     |
| Portugal Continental | Região do Centro | Médio Tejo                   | Santarém         | Entroncamento               | (pronuncia-se [ẽtɾõkɐˈmẽtu] (escutarⓘ)                   |
| Portugal Continental | Região do Centro | Médio Tejo                   | Santarém         | Ferreira do Zêzere          | (pronuncia-se [fɨˈʁɐjɾɐ ðu ˈzezɨɾ(ɨ)] (escutarⓘ)         |
| Portugal Continental | Região do Centro | Médio Tejo                   | Santarém         | Mação                       | (pronuncia-se [mɐˈsɐ̃w] (escutarⓘ)                        |
| Portugal Continental | Região do Centro | Médio Tejo                   | Santarém         | Ourém                       | (pronuncia-se [owˈɾɐ̃j] (escutarⓘ)                        |
| Portugal Continental | Região do Centro | Médio Tejo                   | Santarém         | Sardoal                     | (pronuncia-se [sɐɾðuˈaɫ] (escutarⓘ)                      |
| Portugal Continental | Região do Centro | Médio Tejo                   | Castelo Branco   | Sertã                       | (pronuncia-se [sɨɾˈtɐ̃] (escutarⓘ)                        |
| Portugal Continental | Região do Centro | Médio Tejo                   | Santarém         | Tomar                       | (pronuncia-se [tuˈmaɾ] (escutarⓘ)                        |
| Portugal Continental | Região do Centro | Médio Tejo                   | Santarém         | Torres Novas                | (pronuncia-se [ˈtoʁɨʒ ˈnɔvɐʃ] (escutarⓘ)                 |
| Portugal Continental | Região do Centro | Médio Tejo                   | Castelo Branco   | Vila de Rei                 | (pronuncia-se [ˈvilɐ ðɨ ˈʁɐj] (escutarⓘ)                 |
| Portugal Continental | Região do Centro | Médio Tejo                   | Santarém         | Vila Nova da Barquinha      | (pronuncia-se [ˈvilɐ ˈnɔvɐ ðɐ βɐɾˈkiɲɐ] (escutarⓘ)       |
| Portugal Continental | Região de Lisboa | Área Metropolitana de Lisboa | Setúbal          | Alcochete                   | (pronuncia-se [ɐɫkuˈʃet(ɨ)] (escutarⓘ)                   |
| Portugal Continental | Região de Lisboa | Área Metropolitana de Lisboa | Setúbal          | Almada                      | (pronuncia-se [ɐɫˈmaðɐ] (escutarⓘ)                       |
| Portugal Continental | Região de Lisboa | Área Metropolitana de Lisboa | Lisboa           | Amadora                     | (pronuncia-se [ɐmɐˈðoɾɐ] (escutarⓘ)                      |
| Portugal Continental | Região de Lisboa | Área Metropolitana de Lisboa | Setúbal          | Barreiro                    | (pronuncia-se [bɐˈʁɐjɾu] (escutarⓘ)                      |
| Portugal Continental | Região de Lisboa | Área Metropolitana de Lisboa | Lisboa           | Cascais                     | (pronuncia-se [kɐʃˈkajʃ] (escutarⓘ)                      |
| Portugal Continental | Região de Lisboa | Área Metropolitana de Lisboa | Lisboa           | Lisboa                      | (pronuncia-se [ɫiʒˈboɐ] (escutarⓘ)                       |
| Portugal Continental | Região de Lisboa | Área Metropolitana de Lisboa | Lisboa           | Loures                      | (pronuncia-se [ˈlowɾɨʃ] (escutarⓘ)                       |
| Portugal Continental | Região de Lisboa | Área Metropolitana de Lisboa | Lisboa           | Mafra                       | (pronuncia-se [ˈmafɾɐ] (escutarⓘ)                        |
| Portugal Continental | Região de Lisboa | Área Metropolitana de Lisboa | Setúbal          | Moita                       | (pronuncia-se [ˈmojtɐ] (escutarⓘ)                        |
| Portugal Continental | Região de Lisboa | Área Metropolitana de Lisboa | Setúbal          | Montijo                     | (pronuncia-se [mõˈtiʒu] (escutarⓘ)                       |
| Portugal Continental | Região de Lisboa | Área Metropolitana de Lisboa | Lisboa           | Odivelas                    | (pronuncia-se [odiˈvɛlɐʃ] (escutarⓘ)                     |
| Portugal Continental | Região de Lisboa | Área Metropolitana de Lisboa | Lisboa           | Oeiras                      | (pronuncia-se [oˈɐjɾɐʃ] (escutarⓘ)                       |
| Portugal Continental | Região de Lisboa | Área Metropolitana de Lisboa | Setúbal          | Palmela                     | (pronuncia-se [pɐɫˈmɛlɐ] (escutarⓘ)                      |
| Portugal Continental | Região de Lisboa | Área Metropolitana de Lisboa | Setúbal          | Seixal                      | (pronuncia-se [sɐjˈʃaɫ] (escutarⓘ)                       |
| Portugal Continental | Região de Lisboa | Área Metropolitana de Lisboa | Setúbal          | Sesimbra                    | (pronuncia-se [sɨˈzĩbɾɐ] (escutarⓘ)                      |
| Portugal Continental | Região de Lisboa | Área Metropolitana de Lisboa | Setúbal          | Setúbal                     | (pronuncia-se [sɨˈtubaɫ] (escutarⓘ)                      |
| Portugal Continental | Região de Lisboa | Área Metropolitana de Lisboa | Lisboa           | Sintra                      | (pronuncia-se [ˈsĩtɾɐ] (escutarⓘ)                        |
| Portugal Continental | Região de Lisboa | Área Metropolitana de Lisboa | Lisboa           | Vila Franca de Xira         | (pronuncia-se [ˈvilɐ ˈfɾɐ̃kɐ ðɨ ˈʃiɾɐ] (escutarⓘ)         |
| Portugal Continental | Alentejo         | Lezíria do Tejo              | Santarém         | Almeirim                    | (pronuncia-se [ɐɫmɐjˈɾĩ] (escutarⓘ)                      |
| Portugal Continental | Alentejo         | Lezíria do Tejo              | Santarém         | Alpiarça                    | (pronuncia-se [ɐɫpiˈaɾsɐ] (escutarⓘ)                     |
| Portugal Continental | Alentejo         | Lezíria do Tejo              | Lisboa           | Azambuja                    | (pronuncia-se [ɐzɐ̃ˈbuʒɐ] (escutarⓘ)                      |
| Portugal Continental | Alentejo         | Lezíria do Tejo              | Santarém         | Benavente                   | (pronuncia-se [bɨnɐˈvẽt(ɨ)] (escutarⓘ)                   |
| Portugal Continental | Alentejo         | Lezíria do Tejo              | Santarém         | Cartaxo                     | (pronuncia-se [kɐɾˈtaʃu] (escutarⓘ)                      |
| Portugal Continental | Alentejo         | Lezíria do Tejo              | Santarém         | Chamusca                    | (pronuncia-se [ʃɐˈmuʃkɐ] (escutarⓘ)                      |
| Portugal Continental | Alentejo         | Lezíria do Tejo              | Santarém         | Coruche                     | (pronuncia-se [kuˈɾuʃ(ɨ)] (escutarⓘ)                     |
| Portugal Continental | Alentejo         | Lezíria do Tejo              | Santarém         | Golegã                      | (pronuncia-se [ɡul(ɨ)ˈɣɐ̃] (escutarⓘ)                     |
| Portugal Continental | Alentejo         | Lezíria do Tejo              | Santarém         | Rio Maior                   | (pronuncia-se [ˈʁiu mɐˈjɔɾ] (escutarⓘ)                   |
| Portugal Continental | Alentejo         | Lezíria do Tejo              | Santarém         | Salvaterra de Magos         | (pronuncia-se [ˌsaɫvɐˈtɛʁɐ ðɨ ˈmaɣuʃ] (escutarⓘ)         |
| Portugal Continental | Alentejo         | Lezíria do Tejo              | Santarém         | Santarém                    | (pronuncia-se [sɐ̃tɐˈɾɐ̃j] (escutarⓘ)                      |
| Portugal Continental | Alentejo         | Alentejo Litoral             | Setúbal          | Alcácer do Sal              | (pronuncia-se [ɐɫˈkasɛɾ ðu ˈsaɫ] (escutarⓘ)              |
| Portugal Continental | Alentejo         | Alentejo Litoral             | Setúbal          | Grândola                    | (pronuncia-se [ˈɡɾɐ̃dulɐ] (escutarⓘ)                      |
| Portugal Continental | Alentejo         | Alentejo Litoral             | Beja             | Odemira                     | (pronuncia-se [ɔðɨˈmiɾɐ] (escutarⓘ)                      |
| Portugal Continental | Alentejo         | Alentejo Litoral             | Setúbal          | Santiago do Cacém           | (pronuncia-se [sɐ̃tiˈaɣu ðu kɐˈsɐ̃j] (escutarⓘ)            |
| Portugal Continental | Alentejo         | Alentejo Litoral             | Setúbal          | Sines                       | (pronuncia-se [ˈsinɨʃ] (escutarⓘ)                        |
| Portugal Continental | Alentejo         | Alto Alentejo                | Portalegre       | Alter do Chão               | (pronuncia-se [ɐɫˈtɛɾ ðu ʃɐ̃w] (escutarⓘ)                 |
| Portugal Continental | Alentejo         | Alto Alentejo                | Portalegre       | Arronches                   | (pronuncia-se [ɐˈʁõʃɨʃ] (escutarⓘ)                       |
| Portugal Continental | Alentejo         | Alto Alentejo                | Portalegre       | Avis                        | (pronuncia-se [ɐˈviʃ] (escutarⓘ)                         |
| Portugal Continental | Alentejo         | Alto Alentejo                | Portalegre       | Campo Maior                 | (pronuncia-se [ˈkɐ̃pu mɐˈjɔɾ] (escutarⓘ)                  |
| Portugal Continental | Alentejo         | Alto Alentejo                | Portalegre       | Castelo de Vide             | (pronuncia-se [kɐʃˈtɛlu ðɨ ˈvið(ɨ)] (escutarⓘ)           |
| Portugal Continental | Alentejo         | Alto Alentejo                | Portalegre       | Crato                       | (pronuncia-se [ˈkɾatu] (escutarⓘ)                        |
| Portugal Continental | Alentejo         | Alto Alentejo                | Portalegre       | Elvas                       | (pronuncia-se [ˈɛɫvɐʃ] (escutarⓘ)                        |
| Portugal Continental | Alentejo         | Alto Alentejo                | Portalegre       | Fronteira                   | (pronuncia-se [fɾõˈtɐjɾɐ] (escutarⓘ)                     |
| Portugal Continental | Alentejo         | Alto Alentejo                | Portalegre       | Gavião                      | (pronuncia-se [ɡɐviˈɐ̃w] (escutarⓘ)                       |
| Portugal Continental | Alentejo         | Alto Alentejo                | Portalegre       | Marvão                      | (pronuncia-se [mɐɾˈvɐ̃w] (escutarⓘ)                       |
| Portugal Continental | Alentejo         | Alto Alentejo                | Portalegre       | Monforte                    | (pronuncia-se [mõˈfɔɾt(ɨ)] (escutarⓘ)                    |
| Portugal Continental | Alentejo         | Alto Alentejo                | Portalegre       | Nisa                        | (pronuncia-se [ˈnizɐ]] (escutarⓘ)                        |
| Portugal Continental | Alentejo         | Alto Alentejo                | Portalegre       | Ponte de Sor                | (pronuncia-se [ˈpõt(ɨ) ðɨ ˈsoɾ] (escutarⓘ)               |
| Portugal Continental | Alentejo         | Alto Alentejo                | Portalegre       | Portalegre                  | (pronuncia-se [puɾtɐˈlɛɣɾ(ɨ)] (escutarⓘ)                 |
| Portugal Continental | Alentejo         | Alto Alentejo                | Portalegre       | Sousel                      | (pronuncia-se [sowˈzɛɫ] (escutarⓘ)                       |
| Portugal Continental | Alentejo         | Alentejo Central             | Évora            | Alandroal                   | (pronuncia-se [ɐlɐ̃dɾuˈaɫ] (escutarⓘ)                     |
| Portugal Continental | Alentejo         | Alentejo Central             | Évora            | Arraiolos                   | (pronuncia-se [ɐʁɐˈjɔluʃ] (escutarⓘ)                     |
| Portugal Continental | Alentejo         | Alentejo Central             | Évora            | Borba                       | (pronuncia-se [ˈbɔɾβɐ] (escutarⓘ)                        |
| Portugal Continental | Alentejo         | Alentejo Central             | Évora            | Estremoz                    | (pronuncia-se [(ɨ)ʃtɾɨˈmoʃ] (escutarⓘ)                   |
| Portugal Continental | Alentejo         | Alentejo Central             | Évora            | Évora                       | (pronuncia-se [ˈɛvuɾɐ] (escutarⓘ)                        |
| Portugal Continental | Alentejo         | Alentejo Central             | Évora            | Montemor-o-Novo             | (pronuncia-se [mõtɨˈmɔɾ u ˈnovu] (escutarⓘ)              |
| Portugal Continental | Alentejo         | Alentejo Central             | Évora            | Mora                        | (pronuncia-se [ˈmɔɾɐ] (escutarⓘ)                         |
| Portugal Continental | Alentejo         | Alentejo Central             | Évora            | Mourão                      | (pronuncia-se [mowˈɾɐ̃w] (escutarⓘ)                       |
| Portugal Continental | Alentejo         | Alentejo Central             | Évora            | Portel                      | (pronuncia-se [puɾˈtɛɫ] (escutarⓘ)                       |
| Portugal Continental | Alentejo         | Alentejo Central             | Évora            | Redondo                     | (pronuncia-se [ʁɨˈðõdu] (escutarⓘ)                       |
| Portugal Continental | Alentejo         | Alentejo Central             | Évora            | Reguengos de Monsaraz       | (pronuncia-se [ʁɨˈɣẽɡuʒ ðɨ mõsɐˈɾaʃ] (escutarⓘ)          |
| Portugal Continental | Alentejo         | Alentejo Central             | Évora            | Vendas Novas                | (pronuncia-se [ˈvẽdɐʒ ˈnɔvɐʃ] (escutarⓘ)                 |
| Portugal Continental | Alentejo         | Alentejo Central             | Évora            | Viana do Alentejo           | (pronuncia-se [viˈɐnɐ ðu ɐlẽˈtɛʒu] (escutarⓘ)            |
| Portugal Continental | Alentejo         | Alentejo Central             | Évora            | Vila Viçosa                 | (pronuncia-se [ˈvilɐ viˈsɔzɐ] (escutarⓘ)                 |
| Portugal Continental | Alentejo         | Baixo Alentejo               | Beja             | Aljustrel                   | (pronuncia-se [ɐɫʒuʃˈtɾɛɫ] (escutarⓘ)                    |
| Portugal Continental | Alentejo         | Baixo Alentejo               | Beja             | Almodôvar                   | (pronuncia-se [aɫmuˈdovaɾ] (escutarⓘ)                    |
| Portugal Continental | Alentejo         | Baixo Alentejo               | Beja             | Alvito                      | (pronuncia-se [ɐɫˈvitu] (escutarⓘ)                       |
| Portugal Continental | Alentejo         | Baixo Alentejo               | Beja             | Barrancos                   | (pronuncia-se [bɐˈʁɐ̃kuʃ] (escutarⓘ)                      |
| Portugal Continental | Alentejo         | Baixo Alentejo               | Beja             | Beja                        | (pronuncia-se [ˈbɛʒɐ] (escutarⓘ)                         |
| Portugal Continental | Alentejo         | Baixo Alentejo               | Beja             | Castro Verde                | (pronuncia-se [ˈkaʃtɾu ˈveɾd(ɨ)] (escutarⓘ)              |
| Portugal Continental | Alentejo         | Baixo Alentejo               | Beja             | Cuba                        | (pronuncia-se [ˈkuβɐ] (escutarⓘ)                         |
| Portugal Continental | Alentejo         | Baixo Alentejo               | Beja             | Ferreira do Alentejo        | (pronuncia-se [fɨˈʁeɾɐ ðu ɐlẽˈtɛʒu] (escutarⓘ)           |
| Portugal Continental | Alentejo         | Baixo Alentejo               | Beja             | Mértola                     | (pronuncia-se [ˈmɛɾtulɐ] (escutarⓘ)                      |
| Portugal Continental | Alentejo         | Baixo Alentejo               | Beja             | Moura                       | (pronuncia-se [ˈmowɾɐ] (escutarⓘ)                        |
| Portugal Continental | Alentejo         | Baixo Alentejo               | Beja             | Ourique                     | (pronuncia-se [owˈɾik(ɨ)] (escutarⓘ)                     |
| Portugal Continental | Alentejo         | Baixo Alentejo               | Beja             | Serpa                       | (pronuncia-se [ˈsɛɾpɐ] (escutarⓘ)                        |
| Portugal Continental | Alentejo         | Baixo Alentejo               | Beja             | Vidigueira                  | (pronuncia-se [viðiˈɣɐjɾɐ] (escutarⓘ)                    |
| Portugal Continental | Algarve          | Algarve                      | Faro             | Albufeira                   | (pronuncia-se [ɐɫβuˈfɐjɾɐ] (escutarⓘ)                    |
| Portugal Continental | Algarve          | Algarve                      | Faro             | Alcoutim                    | (pronuncia-se [ɐɫkowˈtĩ] (escutarⓘ)                      |
| Portugal Continental | Algarve          | Algarve                      | Faro             | Aljezur                     | (pronuncia-se [ɐɫʒɨˈzuɾ] (escutarⓘ)                      |
| Portugal Continental | Algarve          | Algarve                      | Faro             | Castro Marim                | (pronuncia-se [ˈkaʃtɾu mɐˈɾĩ] (escutarⓘ)                 |
| Portugal Continental | Algarve          | Algarve                      | Faro             | Faro                        | (pronuncia-se [ˈfaɾu] (escutarⓘ)                         |
| Portugal Continental | Algarve          | Algarve                      | Faro             | Lagoa                       | (pronuncia-se [lɐˈɣoɐ] (escutarⓘ)                        |
| Portugal Continental | Algarve          | Algarve                      | Faro             | Lagos                       | (pronuncia-se [ˈlaɣuʃ] (escutarⓘ)                        |
| Portugal Continental | Algarve          | Algarve                      | Faro             | Loulé                       | (pronuncia-se [loˈlɛ] (escutarⓘ)                         |
| Portugal Continental | Algarve          | Algarve                      | Faro             | Monchique                   | (pronuncia-se [mõˈʃik(ɨ)] (escutarⓘ)                     |
| Portugal Continental | Algarve          | Algarve                      | Faro             | Olhão                       | (pronuncia-se [oˈʎɐ̃w]] (escutarⓘ)                        |
| Portugal Continental | Algarve          | Algarve                      | Faro             | Portimão                    | (pronuncia-se [puɾtiˈmɐ̃w] (escutarⓘ)                     |
| Portugal Continental | Algarve          | Algarve                      | Faro             | São Brás de Alportel        | (pronuncia-se [sɐ̃w ˈβɾaʃ ðɨ ɐɫpuɾˈtɛɫ] (escutarⓘ)        |
| Portugal Continental | Algarve          | Algarve                      | Faro             | Silves                      | (pronuncia-se [ˈsiɫvɨʃ] (escutarⓘ)                       |
| Portugal Continental | Algarve          | Algarve                      | Faro             | Tavira                      | (pronuncia-se [tɐˈviɾɐ] (escutarⓘ)                       |
| Portugal Continental | Algarve          | Algarve                      | Faro             | Vila do Bispo               | (pronuncia-se [ˈvila ðu ˈβiʃpu] (escutarⓘ)               |
| Portugal Continental | Algarve          | Algarve                      | Faro             | Vila Real de Santo António  | (pronuncia-se [ˈvilɐ ʁiˈaɫ ðɨ ˈsɐ̃tu ɐ̃ˈtɔniu] (escutarⓘ)  |

## Arquipélago dos Açores
| Nível I                    | Nível II                   | Nível III                  | Ilha                         | Municípios             | Fonética                                            |
| -------------------------- | -------------------------- | -------------------------- | ---------------------------- | ---------------------- | --------------------------------------------------- |
| Região Autónoma dos Açores | Região Autónoma dos Açores | Região Autónoma dos Açores | Terceira (Grupo Central)     | Angra do Heroísmo      | (pronuncia-se [ˈɐ̃ɡɾɐ du eɾuˈiʒmu] (escutarⓘ)        |
| Região Autónoma dos Açores | Região Autónoma dos Açores | Região Autónoma dos Açores | São Jorge (Grupo Central)    | Calheta                | (pronuncia-se [kɐˈʎetɐ] (escutarⓘ)                  |
| Região Autónoma dos Açores | Região Autónoma dos Açores | Região Autónoma dos Açores | Corvo (Grupo Ocidental)      | Corvo                  | (pronuncia-se [ˈkoɾvu] (escutarⓘ)                   |
| Região Autónoma dos Açores | Região Autónoma dos Açores | Região Autónoma dos Açores | Faial (Grupo Central)        | Horta                  | (pronuncia-se [ˈɔɾtɐ] (escutarⓘ)                    |
| Região Autónoma dos Açores | Região Autónoma dos Açores | Região Autónoma dos Açores | São Miguel (Grupo Oriental)  | Lagoa                  | (pronuncia-se [lɐˈɣoɐ] (escutarⓘ)                   |
| Região Autónoma dos Açores | Região Autónoma dos Açores | Região Autónoma dos Açores | Flores (Grupo Ocidental)     | Lajes das Flores       | (pronuncia-se [ˈlaʒɨʒ ðɐʃ ˈfloɾɨʃ] (escutarⓘ)       |
| Região Autónoma dos Açores | Região Autónoma dos Açores | Região Autónoma dos Açores | Pico (Grupo Central)         | Lajes do Pico          | (pronuncia-se [ˈlaʒɨʒ ðu ˈpiku] (escutarⓘ)          |
| Região Autónoma dos Açores | Região Autónoma dos Açores | Região Autónoma dos Açores | Pico (Grupo Central)         | Madalena               | (pronuncia-se [mɐðɐˈlenɐ] (escutarⓘ)                |
| Região Autónoma dos Açores | Região Autónoma dos Açores | Região Autónoma dos Açores | São Miguel (Grupo Oriental)  | Nordeste               | (pronuncia-se [ˌnɔɾˈðɛʃt(ɨ)] (escutarⓘ)             |
| Região Autónoma dos Açores | Região Autónoma dos Açores | Região Autónoma dos Açores | São Miguel (Grupo Oriental)  | Ponta Delgada          | (pronuncia-se [ˈpõtɐ ˌðɛɫˈɣaðɐ] (escutarⓘ)          |
| Região Autónoma dos Açores | Região Autónoma dos Açores | Região Autónoma dos Açores | São Miguel (Grupo Oriental)  | Povoação               | (pronuncia-se [puvuɐˈsɐ̃w] (escutarⓘ)                |
| Região Autónoma dos Açores | Região Autónoma dos Açores | Região Autónoma dos Açores | Terceira (Grupo Central)     | Praia da Vitória       | (pronuncia-se [ˈpɾajɐ ðɐ viˈtɔɾiɐ] (escutarⓘ)       |
| Região Autónoma dos Açores | Região Autónoma dos Açores | Região Autónoma dos Açores | São Miguel (Grupo Oriental)  | Ribeira Grande         | (pronuncia-se [ʁiˈβɐjɾɐ ˈɣɾɐ̃d(ɨ)] (escutarⓘ)        |
| Região Autónoma dos Açores | Região Autónoma dos Açores | Região Autónoma dos Açores | Graciosa (Grupo Central)     | Santa Cruz da Graciosa | (pronuncia-se [ˈsɐ̃tɐ ˈkɾuʒ ðɐ ɣɾɐsiˈɔzɐ] (escutarⓘ) |
| Região Autónoma dos Açores | Região Autónoma dos Açores | Região Autónoma dos Açores | Flores (Grupo Ocidental)     | Santa Cruz das Flores  | (pronuncia-se [ˈsɐ̃tɐ ˈkɾuʒ ðɐʃ ˈfloɾɨʃ] (escutarⓘ)  |
| Região Autónoma dos Açores | Região Autónoma dos Açores | Região Autónoma dos Açores | Pico (Grupo Central)         | São Roque do Pico      | (pronuncia-se [sɐ̃w ˈʁɔk(ɨ) ðu ˈpiku] (escutarⓘ)     |
| Região Autónoma dos Açores | Região Autónoma dos Açores | Região Autónoma dos Açores | São Jorge (Grupo Central)    | Velas                  | (pronuncia-se [ˈvɛlɐʃ] (escutarⓘ)                   |
| Região Autónoma dos Açores | Região Autónoma dos Açores | Região Autónoma dos Açores | Santa Maria (Grupo Oriental) | Vila do Porto          | (pronuncia-se [ˈvilɐ ðu ˈpoɾtu] (escutarⓘ)          |
| Região Autónoma dos Açores | Região Autónoma dos Açores | Região Autónoma dos Açores | São Miguel (Grupo Oriental)  | Vila Franca do Campo   | (pronuncia-se [ˈvilɐ ˈfɾɐ̃kɐ ðu ˈkɐ̃pu] (escutarⓘ)    |

## Arquipélago da Madeira
| Nível I                    | Nível II                   | Nível III                  | Ilha                     | Municípios      | Fonética                                     |
| -------------------------- | -------------------------- | -------------------------- | ------------------------ | --------------- | -------------------------------------------- |
| Região Autónoma da Madeira | Região Autónoma da Madeira | Região Autónoma da Madeira | Madeira                  | Calheta         | (pronuncia-se [kɐˈʎetɐ] (escutarⓘ)           |
| Região Autónoma da Madeira | Região Autónoma da Madeira | Região Autónoma da Madeira | Madeira                  | Câmara de Lobos | (pronuncia-se [ˈkɐmɐɾɐ ðɨ ˈloβuʃ] (escutarⓘ) |
| Região Autónoma da Madeira | Região Autónoma da Madeira | Região Autónoma da Madeira | Madeira, Ilhas Selvagens | Funchal         | (pronuncia-se [fũˈʃaɫ] (escutarⓘ)            |
| Região Autónoma da Madeira | Região Autónoma da Madeira | Região Autónoma da Madeira | Madeira                  | Machico         | (pronuncia-se [mɐˈʃiku] (escutarⓘ)           |
| Região Autónoma da Madeira | Região Autónoma da Madeira | Região Autónoma da Madeira | Madeira                  | Ponta do Sol    | (pronuncia-se [ˈpõtɐ ðu ˈsɔɫ] (escutarⓘ)     |
| Região Autónoma da Madeira | Região Autónoma da Madeira | Região Autónoma da Madeira | Madeira                  | Porto Moniz     | (pronuncia-se [ˈpoɾtu muˈniʃ] (escutarⓘ)     |
| Região Autónoma da Madeira | Região Autónoma da Madeira | Região Autónoma da Madeira | Porto Santo              | Porto Santo     | (pronuncia-se [ˈvilɐ βɐˈlɐjɾɐ] (escutarⓘ)    |
| Região Autónoma da Madeira | Região Autónoma da Madeira | Região Autónoma da Madeira | Madeira                  | Ribeira Brava   | (pronuncia-se [ʁiˈβɐjɾɐ ˈβɾavɐ] (escutarⓘ)   |
| Região Autónoma da Madeira | Região Autónoma da Madeira | Região Autónoma da Madeira | Madeira, Ilhas Desertas  | Santa Cruz      | (pronuncia-se [ˈsɐ̃tɐ ˈkɾuʃ] (escutarⓘ)       |
| Região Autónoma da Madeira | Região Autónoma da Madeira | Região Autónoma da Madeira | Madeira                  | Santana         | (pronuncia-se [sɐ̃ˈtɐnɐ] (escutarⓘ)           |
| Região Autónoma da Madeira | Região Autónoma da Madeira | Região Autónoma da Madeira | Madeira                  | São Vicente     | (pronuncia-se [sɐ̃w viˈsẽt(ɨ)] (escutarⓘ)     |